# Partyzanckie walki polsko-ukraińskie
Partyzanckie walki polsko-ukraińskie – seria starć zbrojnych stoczonych pomiędzy ukraińską partyzantką a polskimi podziemnymi oddziałami zbrojnymi w latach 1942–1945, których bezpośrednią kontynuacją były walki Ludowego Wojska Polskiego z ukraińskim podziemiem do 1947, przy okresowym udziale radzieckich oddziałów partyzanckich i regularnej Armii Czerwonej oraz rumuńskich, węgierskich i niemieckich formacji zbrojnych. Walki te miały miejsce początkowo na okupowanych przez III Rzeszę terenach południowo-wschodnich II Rzeczypospolitej, a później w województwie rzeszowskim i południowo-wschodniej części lubelskiego tzw. „Polski Ludowej” oraz na zachodnich obszarach Ukraińskiej Socjalistycznej Republiki Radzieckiej. Działania sporadycznie toczyły się również na terenach okupowanych przez Rumunię.

## Walki w powiecie hrubieszowskim, tomaszowskim i lubaczowskim

### Przyczyny konfliktu
Z początkiem 1944 roku doszło do dramatycznych wydarzeń na lewym brzegu Bugu, w powiatach hrubieszowskim, tomaszowskim i lubaczowskim.
Od stycznia tego roku do końca okupacji niemieckiej trwały tutaj natężone walki toczone przez oddziały Armii Krajowej, Gwardii Ludowej, Armii Ludowej i Batalionów Chłopskich z oddziałami Ukraińskiej Powstańczej Armii.
Korzenie tych wydarzeń sięgają tragedii Zamojszczyzny, kiedy to Niemcy, wysiedlając zarówno Polaków, jak i Ukraińców, tych drugich osiedlali następnie w wysiedlonych w tym celu polskich wsiach powiatu hrubieszowskiego (Ukraineraktion). Zdarzało się, że polska partyzantka atakowała takie wsie ukraińskie, paląc i zabijając ich mieszkańców. Ponadto polski ruch oporu wykonywał wyroki śmierci na Ukraińcach uznanych za winnych współpracy z Niemcami. Atakowano również wsie uznane za bazy partyzantki ukraińskiej. Ukraińcy, przede wszystkim z zaangażowania części z nich w policji pomocniczej, byli powszechnie uważani przez wysiedlanych Polaków za kolaborantów nazistowskich. Andrzej Leon Sowa określił akcję osiedlania Ukraińców w wymienionych wsiach jako „skuteczną niemiecką prowokację” mającą na celu eskalację konfliktów narodowościowych na okupowanych ziemiach.
Należy podkreślić, że wydarzenia na Zamojszczyźnie były fragmentem szerszego polsko-ukraińskiego konfliktu, który przeniósł się na te tereny z Wołynia i Wschodniej Galicji. Jego podłożem były przede wszystkim ukraińskie dążenia niepodległościowe. Utworzona w 1942 roku Ukraińska Armia Powstańcza, walcząc z polską i radziecką partyzantką, przystąpiła do eksterminacji Polaków i zmuszania ich terrorem do opuszczenia spornych ziem.
W marcu 1944 r. ruszyła z kolei ofensywa Armii Krajowej i Batalionów Chłopskich. W jej toku palono wsie ukraińskie, były również ofiary wśród ludności cywilnej.

### Walki w 1943
Od roku 1942 na Zamojszczyźnie dochodziło do przypadków mordowania ukraińskich działaczy i gospodarzy przez polskie oddziały partyzanckie. Nie miały one charakteru zbrodni masowych, lecz egzekucji dokonywanych na wyznaczonych osobach. W późniejszym okresie zaczęło dochodzić do bardziej zmasowanych napadów rabunkowych na wsie zamieszkane pierwotnie przez Polaków, do których władze niemieckie sprowadziły Ukraińców. Sporadycznie dochodziło wówczas do zabijania tychże; w ciągu całego roku w ten sposób zginęły 32 osoby. Do pierwszego zmasowanego ataku na większą grupę Ukraińców doszło 26 lipca 1943 w Bukowinie, kiedy oddział NOW-AK „Ojca Jana” zabił 10 Ukraińców w odwecie za wcześniejszą zbrodnię na Polakach dokonaną w tej samej wsi, przez Ukraińską Policję Pomocniczą.
Zdecydowana zmiana taktyki w stosunku do Ukraińców nastąpiła po dotarciu na Zamojszczyznę większej liczby uchodźców z Wołynia, ogarniętego przez antypolską czystkę przeprowadzaną przez UPA. Jesienią 1943 polskie oddziały partyzanckie rozpoczęły serię ataków na posterunki Ukraińskiej Policji Pomocniczej. W nocy z 23 na 24 października zaatakowano posterunki w Łukowej i Księżpolu. Powiodła się jedynie pierwsza z wymienionych akcji, w czasie której akowcy zdobyli posterunek, zabijając 11 policjantów i 2 niemieckich żandarmów. Sami stracili dwóch poległych. W tym samym dniu nieokreślona grupa złożona z Polaków złupiła ukraińską wieś Aleksandrów. Wymieniona działalność polskiej partyzantki wywołała wśród Ukraińców panikę i skłoniła kilka tysięcy z nich do ucieczki z Zamojszczyzny.
11 listopada 1943 roku polski oddział partyzancki pod dowództwem porucznika Władysława Czermińskiego "Jastrzębia" dowiedział się o opuszczeniu Kupiczowa przez niemiecką załogę i zajęciu miejscowości przez oddział UPA. Polacy zdecydowali się odbić miejscowość i 12 listopada 1943 roku, po krótkiej walce, wyparli UPA z Kupiczowa. Następnego dnia Ukraińcy próbowali odzyskać osadę, ale bez powodzenia. Oddział "Jastrzębia" wrócił do Zasmyk, zostawiając w Kupiczowie czterdziestoosobową placówkę AK. W dowództwie pojawiły się wątpliwości co do utrzymywania pozycji, ale mjr Jan Szatyński-Szatowski "Kowal" sprzeciwił się wycofaniu. Zawarł umowę z Czechami z Kupiczowa, którzy wystawili pluton wojska i zapewnili wyżywienie załodze w zamian za ochronę. 22 listopada 1943 roku oddziały UPA przeprowadziły zmasowany atak na Kupiczów. Mieszkańcy walczyli resztkami sił, gdy na pomoc przybyły oddziały "Jastrzębia" i "Sokoła", zmuszając Ukraińców do wycofania się.
W listopadzie 1943 Ukraińska Policja Pomocnicza, ze wsparciem niemieckim, ruszyła do kontrnatarcia. W tym miesiącu zniszczyła 42-osobowy oddział AK, który przypuścił nieudany atak na posterunek UPP w Lublińcu. 19 grudnia tego samego roku, w odwecie za likwidację 4 agentów, UPP spaliła połowę wsi Potok Górny. 6 stycznia 1944 policjanci otoczyli w kolonii Bolesławiec grupę kilku żołnierzy Batalionów Chłopskich, zabijając trzech z nich. W lutym 1943 ukraińscy policjanci zabili kilkadziesiąt osób narodowości polskiej w powiatach tomaszowskim i hrubieszowskim, w tym kilkanaście we wsi Skomorochy. 12 lutego policjanci zastawili udaną zasadzkę na Zygmunta Bondarewicza, dowódcę kompanii AK Sahryń – Turkowice. 18 marca we Wronowicach w podobnych okolicznościach zginął oficer AK Antoni Pelc. Ukraińcy usiłowali również zorganizować własną samoobronę.

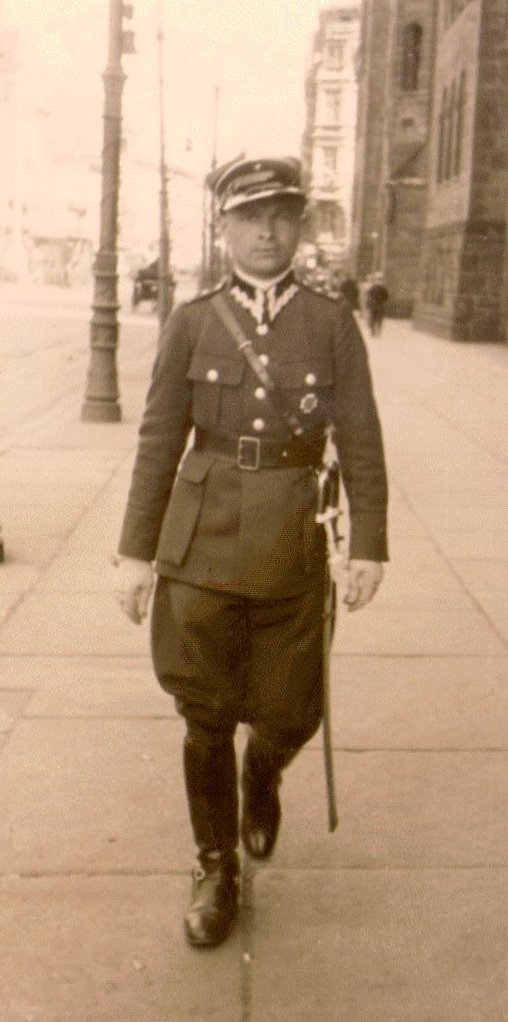
Antoni Rychel

Ostrzejszy przebieg miały wydarzenia na Hrubieszczowszczyźnie, gdzie z inicjatywy dowódcy Obwodu Hrubieszów AK pod dowództwem Antoniego Rychla ps. „Anioł” Polacy wystąpili równocześnie przeciwko ukraińskiej inteligencji i tym Ukraińcom, którzy po ataku ZSRR na Polskę opowiedzieli się po stronie radzieckiej. Ci drudzy byli denuncjowani do hrubieszowskiego Gestapo. Przeciwko pierwszej grupie zastosowano taktykę ataków na wyznaczone wcześniej osoby. Tylko do czerwca 1943 w ten sposób zlikwidowano 150 osób. Polskie oddziały (oddział Batalionów Chłopskich Stanisława Basaja ps. „Ryś” i oddziały AK) atakowały również ukraińskich policjantów.
W maju 1943 oddziały Obwodu Hrubieszów zaatakowały wsie ukraińskie. 26 maja w Uchaniach zabito 5 osób, spalono 23 gospodarstwa. Trzy dni później w Żulicach zginęło 4–5 mieszkańców wsi, zaś 30 maja w Nabróżu – 15-16 Ukraińców, w tym ksiądz prawosławny (Sergiusz Zacharczuk) i 7 kobiet. W Steniatynie polski oddział rozstrzelał 15 ukraińskich działaczy spółdzielczych. W odwecie nieokreślony oddział ukraiński zabił w Nabróżu trzech Polaków, w tym proboszcza parafii rzymskokatolickiej. Zniszczono również wsie Tuchanie i Strzelce.
Zdaniem Grzegorza Motyki, mimo toczonych walk, ukraińskie podziemie i AK podejmowały próby rozmów nad wspólną walką z Niemcami. Nie przyniosły one jednak żadnych efektów. O fiasku rozmów przesądził wzmożony napływ na Lubelszczyznę uciekinierów ocalałych z rzezi wołyńskiej, przynoszących wiadomości o zbrodniach UPA na tym obszarze. Antyukraińska postawa polskiej ludności w regionie jeszcze się wówczas wzmocniła. Na nowo rozpoczęła się fala likwidacji wybranych przedstawicieli ukraińskiej inteligencji. Atakowano również wyznawców wyznania prawosławnego, w tym Polaków. Skutkiem działalności polskiej partyzantki był wzrost sympatii ukraińskich mieszkańców Lubelszczyzny, Zamojszczyzny i Chełmszczyzny dla Organizacji Ukraińskich Nacjonalistów. Niemcy wyrazili ponadto zgodę na tworzenie samoobron ukraińskich, które z czasem wcielono do Ukraińskiej Narodowej Samoobrony (UNS). Ich liczebność Bożyk ocenia na ok. 300 osób w końcu 1943. Wyrazem rosnących wpływów nacjonalistów ukraińskich było rozrzucenie w kilku wsiach (Zosin, Strzyżów) ulotek wzywających Polaków do wyjazdu, a wkrótce później – dokonanie zabójstw kilkudziesięciu Polaków, działaczy narodowych i wojskowych. Równocześnie napływ uchodźców z Wołynia i przynoszonych przez nich wiadomości o zbrodniach UPA skłaniały AK do organizacji akcji antyukraińskiej, która miała zapobiec powtórce tych wydarzeń na Chełmszczyźnie i Lubelszczyźnie.
We wsi Wilia na Wołyniu 6 września stoczono krwawą bitwę pomiędzy siłami polskiego poddziemia a Siczy Poleskiej, po całodziennej walce polscy partyzanci wycofali się. Obie strony poniosły ciężkie straty, także w bitwie zginął Iwan Mitrynga
Kilkakrotnie oddziały ukraińskie dokonały zbiorowych zbrodni na Polakach. 1 października 1943 we wsi Dąbrowa zginęła ich nieznana liczba, 3 października w Malicach – 18 osób. W tym samym okresie Ukraińcy zniszczyli polską samoobronę w Honiatynie i zabili co najmniej 23 polskich cywilów. Zaatakowali również Telatyn, Dołhobyczów i Chorobrów, prawdopodobnie również zabijając w nich Polaków. W odpowiedzi 1 października oddział polski napadł na ukraińską wieś Pasieki, zabijając 11 cywilnych Ukraińców. 23 października w Mirczu w podobnych okolicznościach zginęło 23 Ukraińców, zaś 182 gospodarstwa zostały spalone.
27 października oddział Józefa Śmiecha ps. „Ciąg” wykonał otrzymany wcześniej od dowództwa okręgu rozkaz przeprowadzenia ataków na posterunki Ukraińskiej Policji Pomocniczej. We wsi Mołodiatycze zdobył taką placówkę, zabijając 30 Ukraińców – policjantów oraz cywilów. W tym samym dniu lub dwa dni później ten sam oddział zaatakował Grabowiec, gdzie zniszczył posterunek policyjny, uwalniając 15 przetrzymywanych tam polskich aresztantów i całkowicie likwidując obsadę posterunku. Istnieją świadectwa, według których atak na Grabowiec łączył się z mordem na bliżej nieokreślonej liczbie cywilnych Ukraińców. Jedną z ofiar był kapłan prawosławny Paweł Szwajko wraz z żoną Joanną. A. Bożyk twierdzi wprost, że w Grabowcu zginęło 197 Ukraińców. W październiku doszło również do ataków na posterunki w Mienianach i Nadolcach. W odpowiedzi policjanci z posterunku w Turkowicach zabili komendanta Obwodu Hrubieszów „Anioła” oraz dokonali zbrodni w Wasylowie Wielkim (3 listopada, 13 zamordowanych Polaków) oraz w Starej Wsi (ok. 30 zabitych, zbrodnia w nocy z 15 na 16 grudnia). W Modryniu niezidentyfikowani Ukraińcy zabili 4 Polaków 22 grudnia. W odwecie za to zabójstwo oddział Stanisława Basaja, w tej samej miejscowości, zabił 7 Ukraińców, a pomyłkowo także Polaków, 24 grudnia tego samego roku. Wówczas kolejne niezidentyfikowane oddziały ukraińskie napadły na Hostynne i Terebiń, zabijając 11 akowców. Z kolei w ataku na Masłomęcz oddział UPA spalił w stodole ok. 100 Polaków.
Łącznie w zaplanowanych egzekucjach w ciągu roku 1943 zginęło 456 Ukraińców, z których 286 było, według określenia Bożyka, „uświadomionymi narodowo chłopami”. W pozostałej grupie byli kapłani prawosławni, ukraińscy działacze narodowi oraz policjanci Ukraińskiej Policji Pomocniczej.

### Walki w 1944

#### Konflikt w Styczniu i Lutym
Na początku roku 1944 po stronie polskiej zaczęły narastać obawy o powtórzenie się na Lubelszczyźnie wydarzeń z Wołynia. Ukraińcy natomiast zintensyfikowali tworzenie wiejskich samoobron we wsiach położonych między Bugiem a pasem miejscowości: Uchanie, Bereść, Hostynne, Werbkowice, Wronowice, Miętkie, Telatyn, Chodywańce. We wsiach tych, dla zwiększenia skuteczności oddziałów UNS, zbudowano bunkry i wykopano okopy. Jednak w styczniu doszło jedynie do pojedynczych wzajemnych napaści, z kilkoma ofiarami po obydwu stronach.
Konflikt uległ ponownemu zaostrzeniu już w następnym miesiącu. Przez cały miesiąc ukraińskie oddziały partyzanckie oraz policjanci dokonywali ataków na Polaków, których ofiarami padało po kilka osób (miejscowości Medycze, Terebiniec, Pielaki, Turka). 22 lutego grupa Polaków, których Grzegorz Motyka uważa za pospolitych przestępców, zabiło 6 Ukraińców w Cichobórzu i ograbiło dwóch kolejnych. W odpowiedzi Ukraińcy zabili w dwa dni później ośmiu Polaków, których podejrzewali o dokonanie tej zbrodni. Niejasny był przebieg zdarzeń w Małkowie w dniu 3, 8 lub 13 lutego. Według polskich opracowań oddział „Rysia” uniemożliwił oddziałowi 14 Dywizji Grenadierów SS pacyfikację tej wsi; według ukraińskich – dokonał zbrodni na 14 cywilnych Ukraińcach. Grzegorz Motyka twierdzi, że obydwie tezy mogą być prawdziwe. Trwały ataki polskie na oddziały Ukraińskiej Policji Pomocniczej. 28 lutego oddziały AK, po zaciętej walce z samoobroną ukraińską, spaliły wsie Liski i Kościaszyn. Straty obydwu stron nie są znane.
W związku z rozwojem sytuacji, Inspektorat Zamojski AK postanowił ewakuować polską ludność cywilną do powiatów biłgorajskiego, zamojskiego, chełmskiego, krasnostawskiego oraz zachodniej części tomaszowskiego, wzmocnić polską samoobronę na pozostałym obszarze i przeprowadzić skoordynowany atak na obszar zajęty przez Ukraińców. Na początku marca rozpoczęto realizację planu ewakuacji, którą jednak przeprowadzono jedynie częściowo z powodu niechętnej postawy ludności polskiej. Decyzja o przeprowadzeniu zmasowanej akcji na wsie ukraińskie w powiecie hrubieszowskim nie zapadła jednomyślnie. Przeciwnicy akcji obawiali się jej skutków politycznych i dalszego zaognienia polsko-ukraińskich stosunków na tym obszarze. Ponieważ siły znajdujące się w obwodzie hrubieszowskim były zbyt słabe dla dokonania tej operacji zobowiązano komendantów obwodów tomaszowskiego i zamojskiego do udzielenia pomocy oddziałom obwodu hrubieszowskiego. W pierwszych dniach marca w Steniatynie został omówiony szczegółowy plan działania. W pierwszej kolejności oddziały polskie miały zaatakować Mieniany, Kryłów, Mircze, Dołhobyczów, Chorobrów, Krystynopol, Sahryń, Waręż, Bełz.
Na Wołyniu w ramach poszerzania bazy operacyjnej trzy bataliony 27 WDPAK zaatakowały 29 lutego 1944 bazę UPA w Oździutyczach. Polski szturm załamał się pod ostrzałem karabinów, w szczególności z dwóch ckm, które strzelały z wieży kościoła i młyna. Do walki po stronie Ukraińców włączyły się także trzy niemieckie samoloty Luftwaffe. Według ukraińskich źródeł Polacy ponieśli w boju znaczne straty w wysokości 20 zabitych (10 pozostało na placu boju) i 20 rannych, ponadto wzięto do niewoli 2 jeńców, którzy mieli zdradzić plany polskiego dowództwa. Według Władysława i Ewy Siemaszków zginęło 7 akowców a wielu zostało rannych.

##### Walki toczone przez Batalion Rysia
Późną jesienią oddziały dowodzone przez Stanisława Basaja zostały zakwaterowane, aby odzyskać siły przed dalszymi starciami. Spokój ten jednak został zakłócony przez atak 14. Dywizji Grenadierów SS, liczącej dwie kompanie. Niemcy zaatakowali wsie Górka-Zabłocie i Małków, gdzie stacjonowały oddziały Stanisława Basaja oraz Armii Krajowej, z łatwością przełamując opór. Następnego dnia Basaj, znany pod pseudonimem "Ryś", przeprowadził kontratak na te same siły niemieckie, które dzień wcześniej zaatakowały jego oddziały. W starciu tym ukraińskie siły znalazły się w niekorzystnej sytuacji, ponosząc ciężkie straty. Skutkiem tego Basaj uniemożliwił pacyfikację Małkowa przez Niemców. 14 lutego około 140 żołnierzy batalionu "Ryś" oraz Armii Krajowej stoczyło bitwę z siłami niemieckimi pod Zabłociem. Całodniowe starcie zakończyło się zwycięstwem Polaków, którzy zadali Niemcom poważne straty i zdobyli od nich amunicję oraz broń. 27 lutego doszło do kolejnej potyczki pod Małkowem, gdzie batalion Basaja odniósł zwycięstwo nad Grupą Bojową SS Beyersdorf oraz Ukraińską Samoobroną Narodową. W trakcie walk, oszczędzając ludność polską, Basaj odważnie zaatakował kolejne oddziały Grenadierów SS oraz policji 14. Dywizji. We wsiach Górna i Łasków jego oddziały pobiły Ukraińców. Tego samego dnia Basaj i jego współtowarzysz "Śmiały" ponownie udali się do Małkowa po amunicję, bez trudu radząc sobie z tamtejszą milicją ukraińską.
Dowódca batalionu natychmiast zareagował na wieść o pacyfikacji wsi Małków, wysyłając trzy plutony Armii Krajowej na pomoc. Po wyparciu sił niemieckich, armia przeciwnika znalazła się w okrążeniu z trzech stron, co doprowadziło do klęski ich ofensywy, przypieczętowanej śmiercią dowódcy i licznych strat po stronie nieprzyjaciela. Straty wśród partyzantów były znacznie mniejsze, jednak sześciu zginęło, a szesnastu zostało rannych.
Następnego dnia trzy plutony batalionu „Ryś” oraz pluton Armii Krajowej dowodzonego przez „Huragana” przeprowadziły operację we wsi Prehoryłe. Rozbiły placówkę ukraińskich nacjonalistów, w wyniku czego zginęło kilkudziesięciu Ukraińców, a wieś została spalona. Podczas akcji rozbita została sotnia UPA „Bradiagi”. 5 marca cztery plutony batalionu „Ryś”, składające się z 116 żołnierzy pod dowództwem „Rysia”, oraz pluton Armii Krajowej z kompanii „Czarusia” liczący 35 żołnierzy, zostały zaatakowane w rejonie Prehoryłe – Małków przez silne oddziały 14. Dywizji Grenadierów SS i Ortschutz. Atak został odparty z niewielkimi stratami po stronie polskich partyzantów, a dodatkowo udało się zdobyć cenny sprzęt wroga.

#### Konflikt w marcu i kwietniu

##### Rewolucja Hrubieszowska
Wieczorem dnia 7 marca 1944 r. w lesie Lipowiec koło Tyszowiec nastąpiła koncentracja tomaszowskich oddziałów AK w sile około 1200 żołnierzy, pod dowództwem por. Zenona Jachymka „Wiktora”. Drugie zgrupowanie, liczące około 800 żołnierzy, dowodzone było przez por. Eugeniusza Siomę „Lecha”. Następnego dnia doszło do ataku 5 Pułku Policji SS, wspartego przez miejscowych członków samoobrony ukraińskiej, na wieś Prehoryłe. Napastników odparł oddział „Rysia”, który podpalił następnie gospodarstwa zamieszkałych we wsi Ukraińców. Liczba ofiar nie jest ustalona, jednak więcej zabitych padło po stronie polskiej. AK przewidywało na 16 marca kolejne uderzenie ukraińskie. Wyprzedzające uderzenie w dniach 9–10 marca zostało zaplanowane przez dowódcę Hrubieszowskiego Obwodu Mariana Gołębiewskiego, mimo sprzeciwu Batalionów Chłopskich. Akowcy zaplanowali na wymienione dni zdobycie Sahrynia, Uhrynowa, Szychowic i Łaskowa.

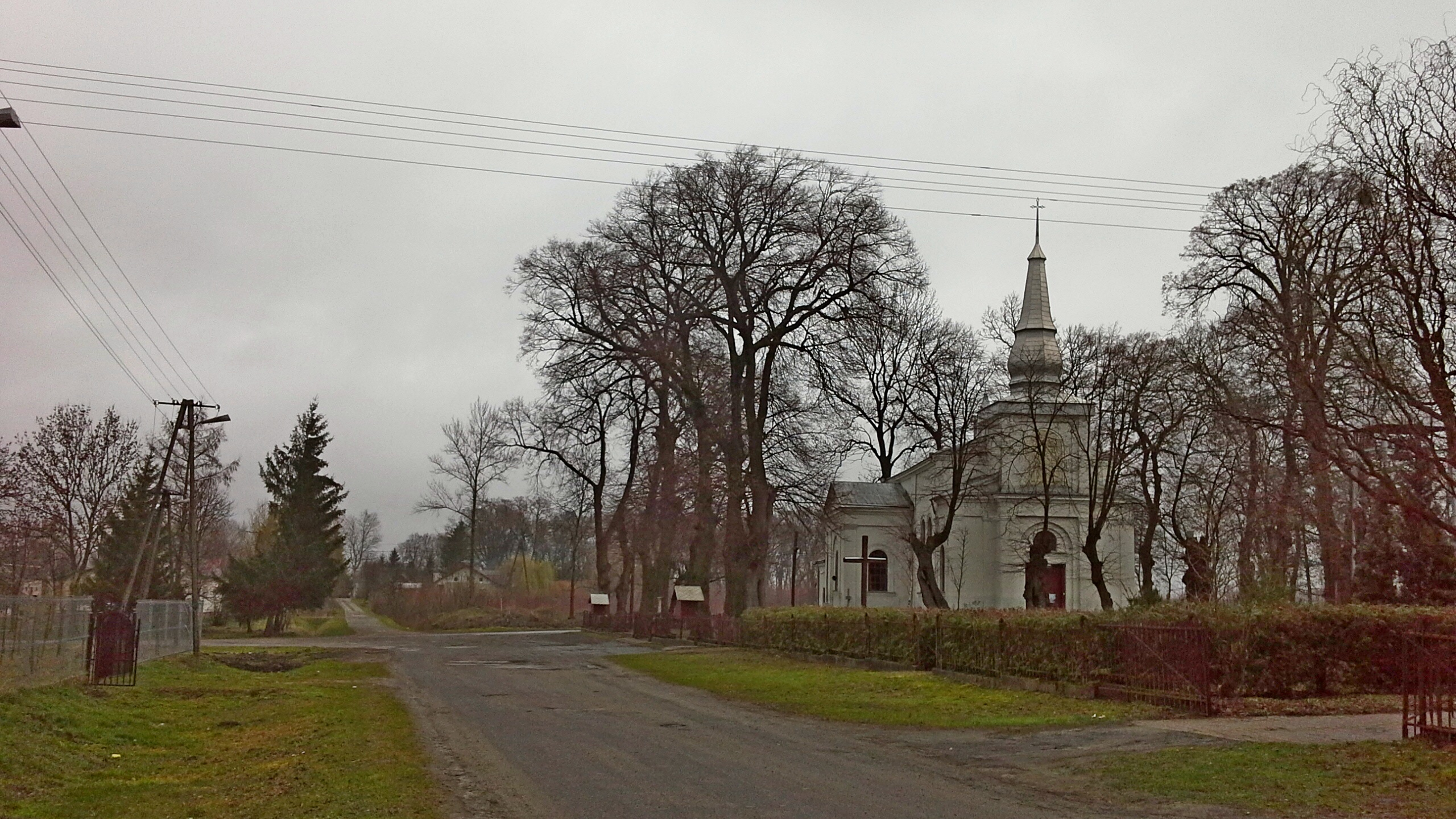
Sahryń został zaatakowany przez polskie oddziały 10 marca 1944. Widoczny po prawej stronie kościół, ówcześnie cerkiew prawosławna, został tego dnia spalony

O świcie 10 marca polskie oddziały pod dowództwem „Wiktora” uderzyły na Sahryń. Wieś została całkowicie zniszczona, między innymi spłonęła cerkiew. W Sahryniu zginęło kilkuset cywilnych mieszkańców
Dalsze działania w kierunku Werbkowic nie przyniosły spodziewanych efektów. Polacy zdobyli i spalili kolonie Alojzów, Brzeziny, Bereźnia, Dęby, Sahryń-Kolonię oraz wsie: Malice, Metelin, Strzyżowiec, Turkowice, Wronowice, Mircze, Prehoryłe, Terebiń, Terebiniec i Wereżyn. Odparto natomiast szturm na obsadzone przez jednostki niemieckie Werbkowice. Również zgrupowanie „Lecha” zmuszone zostało do odwrotu. Nie udało mu się natarcie na Uhrynów, w którym również napotkał jednostki niemieckie. W Miętkiem ranny został dowódca zgrupowania, por. „Lech”. Po dwudniowych walkach polskie oddziały wycofały się pod Komarów, a następnie powróciły do miejsc stacjonowania. Polacy spalili przy tym wsie Mołożów, Stara Wieś i Miętkie.
10 marca 1944 oddziały AK i Batalionów Chłopskich zaatakowały również Szychowice, przełamując samoobronę ukraińską. We wsi przejęły plany ataku na pozycje polskie, jaki miał odbyć się o drugiej w nocy 16 marca, przypuszczalnie przechowywane przez dowódcę UNS na powiat hrubieszowski Danyłę Mekełytę. Wieś została spalona. Również w Szychowicach doszło do zbrodni na ludności cywilnej, znanych z nazwiska jest 137 zabitych w niej Ukraińców. Następnie to samo zgrupowanie ruszyło w kierunku Łaskowa. Według polskiej relacji z wydarzeń wieś została zdobyta, zaś w bunkrach położonych na jej terenie odnaleziono magazyn broni. W relacji ukraińskiej znajdują się informacje o dokonaniu zbrodni na kilkudziesięciu, lub nawet kilkuset cywilach. W Łaskowie zginął m.in. prawosławny kapłan Lew Korobczuk, kanonizowany w 2003 jako jeden z męczenników chełmskich i podlaskich. Łącznie operacja AK przeprowadzona od 9 do 11 marca 1944 roku zakończyła się spaleniem kilkunastu ukraińskich wsi i zamordowaniem ponad 1,2 tys. ich mieszkańców, przy niemal żadnych stratach własnych.
Nie był to jednak koniec walk polsko-ukraińskich. 16 marca oddział „Ciąga” przy wsparciu kilku drużyn z Uchań i Trzeszczan zdobył podstępem Bereść, udając Niemców i przejmując w ten sposób ukraińską wartownię. W Bereściu 21 marca 1944 roku zginęło nie mniej niż 239 Ukraińców, wśród których znalazły się 104 kobiety i 50 dzieci, a także kpr. WP Wasyl Romaniuk – obrońca Ojczyzny w 1920 r. i kawaler krzyża „Virtuti Militari”. Oddziały AK i BCH prowadziły dalej, choć na mniejszą skalę działania ofensywne i tak 19 marca zaatakowano wsie Modryń, Modryniec, Masłomęcz, Mieniany, Cichobórz i Kosmów, niszcząc ukraińską obronę. Zdaniem polskich relacji w czasie ataków cywilni Ukraińcy uciekli już z wymienionych miejscowości, jednak Grzegorz Motyka jest zdania, że padło przynajmniej kilka ofiar. Ten sam autor twierdzi, że w toku całej operacji AK zginęło półtora tysiąca Ukraińców, chociaż tak wysokie straty wśród ludności cywilnej nie były zamiarem dowództwa atakujących oddziałów.

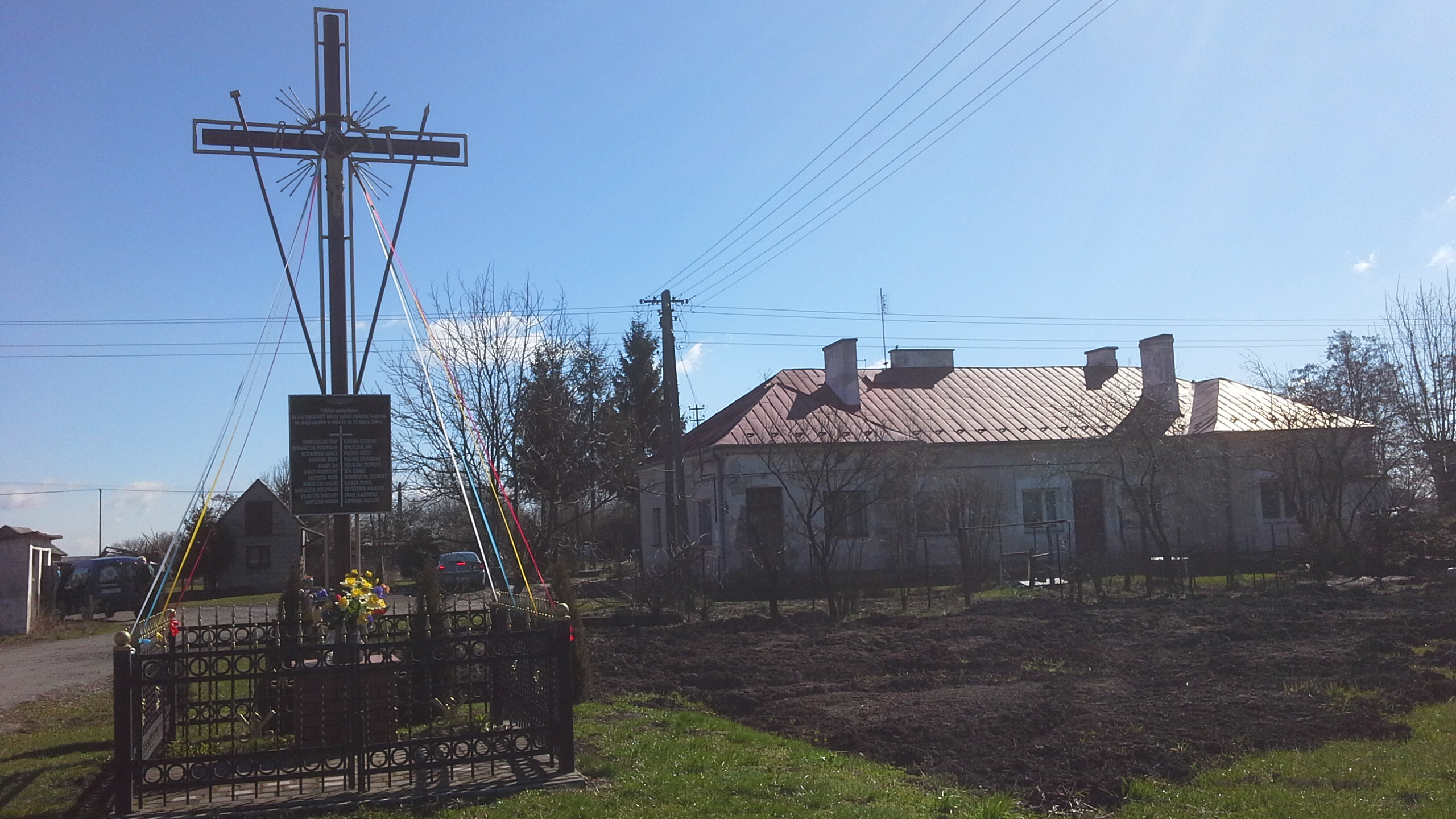
Dawna stacja kolei wąskotorowej w Gozdowie i krzyż upamiętniający zamordowanych na niej polskich kolejarzy

Natychmiast doszło do serii ataków odwetowych. 9 marca nieznani sprawcy (być może ukraińscy policjanci) rozstrzelali trzech Polaków w Grabowcu. W ciągu kolejnych trzech dni doszło do zabójstw Polaków w koloniach Kosmów i Romanów oraz we wsiach Masłomęcz, Rzeplin, Zaborce i Korczów, jak również na drodze z Hrubieszowa do Grabowca. 15 marca oddział UNS zamordował 33 osoby na stacji kolejki wąskotorowej w Gozdowie. 17 marca w Oszczowie, wskutek walk polsko-ukraińskich, zginęło 23 polskich mieszkańców wsi oraz cała zamieszkała w niej grupa Ukraińców. Zabudowania wsi uległy całkowitemu zniszczeniu.
Większa kontrofensywa wojsk UPA rozpoczęła się 16 marca, kiedy na Zamojszczyznę wszedł od południa kureń „Hałajda”. Znalazł się on na terenie ówczesnych gmin Tarnoszyn, Telatyn i Poturzyn. Kureń złamał opór jednostek AK (zwłaszcza w Tarnoszynie), zdobywając Tarnoszyn, Dyniska, Ulhówek i Żabcze. We wszystkich miejscowościach doszło do zbrodni na polskiej ludności cywilnej. Upowcy zabili odpowiednio 84, 17, 14 i 30 osób. Z rąk UPA zginęło również 9 osób w Korczminie, zaś 20 marca oddział UNS napadł na Poturzyn, zabijając 72 Polaków i odpierając broniącą ich hrubieszowską kompanię AK. Oddział por. Zenona Jachymka dotarł z odsieczą zbyt późno i zdołał jedynie rozstrzelać tych Ukraińców, których zastał w ruinach wsi, zajmujących się grabieżą. Oddział „Wiktora” podzielił się na dwie 150-osobowe grupy, które ruszyły na Wasylów Mały i Radostów. Pierwszą miejscowość, w której nie było samoobrony, akowcy zajęli bez problemów. Rozstrzelano bliżej nieokreśloną liczbę Ukraińców, przy których znaleziono broń. Podobnie jednak jak w Sahryniu, „Wiktor” nakazał oszczędzać cywilów. Druga grupa AK napotkała na opór ukraińskiej samoobrony w Kościaszynie, Suszowie i Liskach. Według niektórych relacji zdobycie tych wsi było połączone z mordem na 130 cywilnych Ukraińcach. Polacy odnaleźli ponadto 18 rodzin polskich, które ukrywały się od dłuższego czasu w schronach. Do zbrodni na ludności polskiej doszło natomiast we Frankamionce, zaatakowanej przez oddział przybyły z Wołynia. Padło kilkadziesiąt ofiar; pozostałych mieszkańców wsi uratowało przybycie kompanii AK „Wiklina”. W dniach 25–27 marca oddziały UNS zniszczyły Wasylów, Szczepiatyn i Hubinek, zabijając kolejno 102, 16 i 6 Polaków. W odpowiedzi 8 kompania AK Telatyn pod dowództwem „Szarfy” zaatakowała Rzeplin, łącząc eliminację Ukraińców uznanych za szczególnie niebezpiecznych z ewakuacją polskich mieszkańców wsi. Nie udało się jednak przeprowadzić ataku z zaskoczenia i na miejscu doszło do starcia oddziału AK z UNS. 28 marca kureń „Hałajda” zaatakował wieś Ostrów, gdzie natarcie zostało odparte przez Polaków, którzy schronili się w murowanym kościele. Padło jednak od kilkunastu do nawet 300 ofiar.
W wyniku działań partyzanckich dowodzonych przez "Rysia" niemieckie dowództwo zdecydowało się na szeroko zakrojoną operację przeciwpartyzancką w południowej części powiatu hrubieszowskiego. Ekspedycja karna pod dowództwem ppłk Wernera Froemerta składała się z Ukraińskiego Legionu Samoobrony, pododdziałów 5. Galicyjskiego Pułku Ochotniczego SS, oddziału niemieckiej 154. Dywizji Piechoty, funkcjonariuszy Ordnungspolizei oraz baterii dział pancernych. Operacja rozpoczęła się 27 marca 1944 roku. Niemcy i ich ukraińscy kolaboranci otoczyli batalion "Rysia" oraz placówkę Armii Krajowej dowodzoną przez Mieczysława Olszaka ps. "Hardy". Po zaciętej walce "Ryś" z częścią oddziału zdołał uciec z okrążenia, jednakże polscy partyzanci ponieśli ciężkie straty, wynoszące od 33 do 75 zabitych. Resztki batalionu wycofały się do Puszczy Solskiej. Podczas ataku niemieckiego w Smoligowie stacjonował pluton Batalionów Chłopskich pod dowództwem Bolesława Kaniugi ps. "Orzeł". Partyzanci bronili się w oparciu o najwyższe wzniesienie wsi, jednak przewaga nieprzyjaciela złamała polski opór. Wśród poległych znalazł się "Orzeł". Po zakończeniu walk Niemcy i ich ukraińscy kolaboranci przystąpili do pacyfikacji Smoligowa, paląc wieś i mordując mieszkańców.
Liczba ofiar pacyfikacji jest rozbieżna: Stanisław Jastrzębski szacował 232 osoby, Marcin Majewski pisał o 200-220 ofiarach, a inne źródła podają liczbę około 70 zabitych. Rejestr miejsc zbrodni hitlerowskich informuje o 66 ofiarach, w tym 44 mężczyznach i 22 kobietach. Jedną z ofiar był Stanisław Ziembikiewicz, kierownik miejscowej szkoły i działacz Stronnictwa Ludowego. Wśród ofiar znaleźli się także Ukraińcy.

Tego samego dnia spacyfikowano również kolonie Ameryka i Olszynka.
Przewaga liczebna sił ukraińskich sprawiła, że AK podjęła decyzję o wycofaniu się za Huczwę. Jerzy Markiewicz twierdził jednak, że same ataki ukraińskie nie byłyby w stanie zmusić Polaków do takiej decyzji; o jej podjęciu przesądziły równoległe ataki UPA i UNS oraz antypartyzanckie akcje niemieckie.
Kontrofensywa UPA zmuszała ludność polską do ucieczki na tereny kontrolowane przez AK i BCH. Pod koniec marca 1944 roku ludność polska została prawie całkowicie ewakuowana z terenów powiatu hrubieszowskiego, położonych na południe od szosy Hrubieszów – Zamość, z wyjątkiem części gminy Dołhobyczów. Marcowe walki polsko-ukraińskie doprowadziły do zniszczenia wielu miejscowości, w ich wyniku ucierpiała zarówno ludność polska, jak i ukraińska. Ponadto rozszerzył się i zaognił konflikt narodowościowy, który musiał prowadzić do dalszych walk o charakterze wojskowym.

##### Rewolucja Hrubieszowska w kwietniu
W dniu 1 kwietnia oddziały polskie i resztki polskiej ludności zostały ostatecznie wyparte z Dołhobyczowa. Wkrótce rozpoczęto ewakuację ludności polskiej z Telatyna w głąb powiatu tomaszowskiego i biłgorajskiego. W czasie ewakuacji ludności polskiej doszło w Poturzynie do zbrodni – we wczesnych godzinach rannych jednostka 14 Dywizji Grenadierów SS, wspierana pododdziałem UPA, wtargnęła do wsi, gdzie znajdowała się wielka grupa uciekinierów, zginęło 162 osoby cywilne.
Polacy znaleźli się w defensywie, prowadząc walki obronne. Całością dowodził komendant obwodu tomaszowskiego mjr Wilhelm Szczepankiewicz „Drugak”, który wraz ze sztabem stacjonował w Kolonii Steniatyn. Przełamanie polskiej obrony między Żernikami a Podlodowem otworzyłoby UPA drogę na cały obszar powiatu tomaszowskiego. Ponadto siły ukraińskie były dobrze zorganizowane pod dowództwem tzw. „Chełmskiego Frontu UPA” i uzbrojone.
W dniach od 2 do 9 kwietnia na wschodni odcinek polskich linii obrony uderzyły oddziały UPA, wspierane jednostkami SS-Galizien i Ordnungspolizei. Celem działań oddziałów ukraińskich było opanowanie terenu gmin Jarczów, Tarnoszyn, Telatyn oraz częściowo Łaszczów i Tyszowce oraz zepchnięcie oddziałów AK za Huczwę. Stoczona w dniu 5 kwietnia bitwa zakończyła się sukcesem wojsk polskich, które utrzymały zajmowane linie obrony. Partyzanci stracili jedynie wieś Żerniki. W toku walk oddziały UNS kilkakrotnie dokonały zbrodni na cywilnej ludności polskiej. 18 Polaków zginęło w Jarczowie, Radkowie i Szlatynie, zaś 105 osób obydwu narodowości padło z rąk UNS w Łubczu.
Dnia 9 kwietnia 1944 roku, w pierwszy dzień Wielkanocy, doszło do nowej wielkiej bitwy na całej długości polskiej linii obrony – od Telatyna do Jarczowa. Była to jedna z najbardziej zaciekłych i krwawych bitew stoczonych w czasie okupacji przez oddziały AK i BCH z jednostkami UPA na terenie Zamojszczyzny. Główne uderzenie oddziałów UPA skierowane zostało na odcinek Telatyn–Steniatyn–Posadów–Rokitno. Natarcie Ukraińców na tym odcinku prowadzone było przy użyciu około 2000 ludzi, wspartych silnym ogniem moździerzy, granatników i ciężkiej broni maszynowej. Szczególnie zaciekłe walki toczyły się o kolonię posadowską, która przechodziła z rąk do rąk, pod Steniatynem oraz o wieś Żulice, której broniły polskie oddziały. Ranni w walkach pod Steniatynem, Posadowem i Żulicami kierowani byli do szpitali polowych w Pukarzowie i Wólce Pukarzowskiej. Oddziały polskie, mimo ciężkich strat i utraty rejonu Telatyna, utrzymały swoje główne pozycje i nie pozwoliły wyprzeć się z tego rejonu. Sotnia „Jahody” wyparła Polaków z lasów Posadowa i Rachajów, zdobyła Telatyn, nie powiódł się natomiast szturm Rokitna i Dutrowa. W starciu brało udział ok. tysiąca Polaków i 2 tys. Ukraińców. Całość walk Grzegorz Motyka uważa za nierozstrzygniętą. Chociaż ukraińskie natarcie zostało ostatecznie zatrzymane, w liniach obronnych AK powstał wyłom, który zmusił Polaków do cofnięcia się za Huczwę. W szeregach polskich znacznie wzrosła również liczba dezercji. W związku z niekorzystną sytuacją polskich oddziałów komendant obwodu tomaszowskiego AK zasugerował mobilizację wszystkich sił inspektoratu do nowej operacji przeciwko UPA i UNS. Mimo początkowej aprobaty dla tej koncepcji, atak został ostatecznie odwołany. Jednak również większe uderzenia ukraińskie czasowo ustały, co Myrosław Onyszkiewicz tłumaczył niemieckimi działaniami przeciwpartyzanckimi, jakie uderzyły w UPA. Miały miejsce jedynie sporadyczne napady na pojedyncze wsie. Pierwszy większy atak UPA nastąpił 14 maja, kiedy oddziały ukraińskie, wychodząc od strony Werbkowic, zaatakowały i spaliły Honiatycze. W dniach 15–17 maja ostre walki trwały w rejonie Nabróża, Telatyna i Żulic. Telatyn kilkakrotnie przechodził z rąk do rąk. W obawie przed okrążeniem polskie oddziały musiały wycofać się przez Huczwę z Nabróża.
30 kwietnia, na posiedzeniu liderów społeczności ukraińskiej Chełmszczyzny i Lubelszczyzny (m.in. prawosławnego metropolity Iłariona (Ohijenki)), powołano Chełmską Radę, która miała utrwalać ukraińskie oblicze Chełmszczyzny. Miało to wpływ na podjęcie przez UPA dalszych działań militarnych przeciw Polakom. Sukcesy w walce uważano bowiem za najlepszą gwarancję realizacji celów politycznych rady.

#### Konflikt w maju
Z nocy 21 maja na 22 maja stoczono nową wielką bitwę pod Narolem, gdzie siły Armii Krajowej i polskiej samoobrony pod dowództwem Karola Kosteckiego ps. "Kostek" i Zdzisława Zatheyaodpierając ataki, i później przechodząc do kontruderzenia przyczyniły się do załamania natarcia UPA i końcowej masowej ucieczki w panice sił UPA dowodzonych przez Iwana Szpontaka ps. "Zalizniak". Szacuje się, że Ukraińcy stracili od 30-80 żołnierzy oraz mieli dużo rannych, a Polacy 13 zabitych i 25 rannych.

#### Polska ofensywa na Ulhówek i Rzeczycę
1 czerwca 1944 oddziały polskie zaczęły przygotowywać się do natarcia na około pięćdziesięciokilometrowym odcinku Tyszowce – Łaszczów – Jarczów. Jego celem miało być uprzedzenie akcji oddziałów UPA. Główne uderzenie miało być skierowane na Ulhówek i Rzeczycę, które stanowiły kluczowy punkt w pozycjach UPA. Na wymienionym odcinku polskich linii wyjściowych utworzono 9 zgrupowań. Sztab odcinka wschodniego i punkt dowodzenia oddziałów polskich rozlokowany był w lesie Bukowiec za wsią Grodysławice. Przed uderzeniem od tyłu zabezpieczono się minując szosy m.in. szosę Tomaszów – Łaszczów na odcinku Łaszczów – Wólka Pukarzowska – Grodysławice. Przygotowano również cztery szpitale polowe rozlokowane w lesie Bukowiec, u członków AK Kacpra Sieka i Roja we wsi Pawłówka, w kolonii Muratyn, a także w folwarku Józefa Paskiewicza.
W przeddzień bitwy oddziały pierwszego zgrupowania opuściły las tyszowiecki i ruszyły przez Turkowice w kierunku wsi Dąbrowa, której jednak nie dało się zdobyć, ponieważ zajął ją silny oddział Wehrmachtu.
2 czerwca 1944 o godzinie 2:00 pozostałe zgrupowania polskie przystąpiły do ofensywy. Rozpoczęła się największa na Zamojszczyźnie bitwa z wojskami Ukraińskiej Powstańczej Armii. Główny bój stoczony został w rejonie wsi Ulhówek i Rzeczyca. Upowcy przeważali liczebnie, byli lepiej uzbrojeni niż oddziały BCH i AK, a ponadto walczyli z silnie umocnionych pozycji obronnych. W bitwie pod Rzeczycą i Ulhówkiem oddziały polskie poniosły ciężkie straty. Również działania ofensywne Polaków w innych rejonach nie przyniosły spodziewanych sukcesów.
Należy dodać, że w trakcie polsko-ukraińskich walk Niemcy nie pozostali bierni. Do akcji włączyło się lotnictwo niemieckie. Już o godz. 8:00 sześć samolotów zbombardowało i ostrzelało z broni pokładowej oddziały polskie wzdłuż całej linii toczących się walk. Ataki samolotów powtarzały się kilkakrotnie i trwały do godziny 13:00. Ponadto lotnictwo niemieckie zbombardowało szpitale polowe w lesie Bukowiec, w Pawłówce, Kolonii Muratyn i folwarku Paszkiewicza.
Całodzienna, krwawa bitwa zakończyła się około godziny 16:00. W czasie jej trwania spłonęły wsie: Posadów, Szlatyn, Łubcze, Żerniki, Rzeczyca, Podlodów i w części Ulhówek, a w czasie wycofywania się oddziałów – wieś Zimno.
W godzinach wieczornych wszystkie zgrupowania rozpoczęły odwrót, wycofując się na linię rzeki Huczwy. Zgrupowaniom polskim nie udało się przełamać linii obronnych UPA. W walkach 2 czerwca zginęło 71 żołnierzy AK, około 100 partyzantów zostało rannych, straty ukraińskie nie są znane.

#### Kontratak ukraiński
Do kontrakcji oddziałów UPA doszło 14 czerwca 1944 roku. Wtedy to oddziały ukraińskie zaatakowały część Łaszczowa zwaną Podhajce. Na pomoc palonej wsi pośpieszyły oddziały polskie stacjonujące w Kolonii Nadolce w sile ok. 120 ludzi. Niebawem w największym pośpiechu ściągać zaczęły oddziały i grupy żołnierzy z okolicznych miejscowości, między innymi z Pukarzowa, Wólki Pukarzowskiej, Muratyna, Czartowca i samorzutnie włączały się do walki. Pod koniec walki przybyła również kompania „Żelazna”. Ukraińcy pod naporem oddziałów polskich wycofali się, lecz Podhajce spłonęły.
Walki polsko-ukraińskie prowadzone w warunkach wojny, ze wzajemnym okrucieństwem, doprowadziły do zniszczenia dziesiątków wsi, śmierć poniosło wielu żołnierzy AK i UPA, niemałe były również ofiary wśród ludności cywilnej. Grzegorz Motyka szacuje liczbę zabitych (uczestników walk oraz cywilów) na 3–4 tys. po każdej ze stron. Podkreśla również, że dalsze kilkadziesiąt tysięcy osób obydwu narodowości zostało zmuszonych do opuszczenia swoich wsi. Według A. Bożyka odnotowano 4 tys. ofiar po stronie ukraińskiej, z czego 1,4 tys. jest znanych z nazwiska.
Walki trwały aż do lipca 1944, przerwało je dopiero nadejście frontu i wkroczenie jednostek Armii Czerwonej 1. Frontu Ukraińskiego.

## Walki w powiecie przemyskim i dobromilskim
W tym rejonie starcia rozpoczęły się na początku 1945, kiedy ruszył front i radykalnie zmniejszyła się liczba żołnierzy na tym terenie. Przyjęły one nie charakter walk zbrojnych, a wzajemnych drobnych potyczek i krwawych pacyfikacji ludności cywilnej. Większość z akcji miała na celu zmuszenie ludności ukraińskiej do przystąpienia do akcji wysiedleńczej do ZSRR.
Po przejściu frontu pierwszą akcją był napad nieznanych sprawców 8 lutego 1945 na wieś Iskań, w czasie którego zabito 15 osób narodowości ukraińskiej. 13 lutego zabito w Przedmieściu Dubieckim 3 Ukraińców pełniących nocną straż.
16 lutego połączone polskie grupy Jana Kotwickiego „Ślepego” z Borownicy i Ludwika Grodeckiego z Birczy, liczące razem 150–200 osób, napadły na wsie Jawornik Ruski, Żohatyn, Piątkowa oraz przysiółki Poruty i Zahuty, zabijając co najmniej 27 osób.
3 marca polskie oddziały partyzanckie i lokalne samoobrony dokonały zbrodni w Pawłokomie.

## Walki w latach 1945–1947
Wobec klęski Niemiec w działaniach II wojny światowej Ukraińska Armia Powstańcza i Organizacja Ukraińskich Nacjonalistów nie mogły liczyć na żadne wsparcie z zewnątrz.
Po przejściu frontu, UPA miała przewagę na terenie Bieszczadów. Brak wojska na tych terenach spowodował, że bojownicy UPA szybko likwidowali nowo powstałe posterunki Milicji Obywatelskiej. Jedynie radzieckie jednostki NKWD mogły skutecznie przeciwstawiać się UPA. 1 lipca 1945 roku 8 Drezdeńska Dywizja Piechoty otrzymała rozkaz przemieszczania się w rejon Krosna i Sanoka. W rejon Bieszczadów skierowano 32, 34 i 36 pułk piechoty oraz 37 pułk artylerii. 8 DP zabezpieczała także granicę od miejscowości Ciechanie do stacji kolejowej we wsi Użok. Lata 1945–1946 to przewaga UPA nad wojskiem. Początkowo cała uwaga UPA skierowana była w stronę organizujących się posterunków MO. Po przybyciu wojska na tereny Bieszczadów, UPA zaczęła atakować jednostki wojskowe, szczególnie zależało dowództwu UPA, aby odblokować granice Polski. Wtedy też zrodził się pomysł, żeby zlikwidować strażnice WOP. UPA przeprowadziła koncentrację swoich sił i zlikwidowała większość strażnic wraz z załogami. Tylko nielicznym żołnierzom udało się uniknąć śmierci. Grupy operacyjne, które zdążały na pomoc strażnicom także wpadały w zasadzki, jak ta pod Kożusznym. W latach 1945–1946 UPA przepuściła trzykrotny atak na Birczę zakończony odparciem drużyn UPA przez polskie służby i wojsko. 20 marca 1946 roku Ukraińska Armia Powstańcza dokonała zbrodni na żołnierzach WOP-u i funkcjonariuszach MO w Jasielcu.
W nocy z 27 na 28 maja 1946 roku UPA wspólnie ze Zrzeszeniem Wolność i Niezawisłość przeprowadziła udany atak na Hrubieszów, podczas którego zniszczono posterunek Milicji Obywatelskiej, WOP-u i uwolniono więźniów politycznych z lokalnego więzienia.
Początkowo wojsko przeprowadzało tzw. „marsze demonstracyjne”, które polegały na przemarszach i demonstracji siły. Nie przyniosły one żadnego pozytywnego skutku. Dlatego w styczniu 1946 roku utworzono grupy operacyjne o sile batalionu. W 8 DP powstało ich cztery. Zmiana taktyki przez wojsko zaczęła przynosić pozytywne rezultaty. UPA zaczęła ponosić straty. Powołano Grupę Operacyjną „Rzeszów”, która działała od kwietnia do października 1946 roku. W tym czasie, jak podają statystyki, zabito 910 Ukraińców, a ponad 1000 aresztowano. GO „Rzeszów” nie zrealizowała głównego zadania, czyli rozbicia oddziałów UPA i likwidacji siatki cywilnej OUN. Dowództwo, widząc nieskuteczność działań, z dniem 31 października rozwiązało GO „Rzeszów”.
W miejsce to utworzono trzy zgrupowania:
- ppłk. Bieleckiego,
- ppłk. Wygnańskiego,
- ppłk. Zwolińskiego.

Zgrupowanie ppłk. Bieleckiego swoim zasięgiem objęło Bieszczady. Zgrupowaniu podporządkowano 32pp, 34pp oraz jednostki specjalne 9 DP.
W lutym 1947 roku do zwalczania oddziałów UPA skierowano także kilka grup operacyjnych KBW. Oddziały te były doskonale uzbrojone i wyposażone oraz co ważne, posiadały doświadczenie w zwalczaniu partyzantki. Początek 1947 roku to wzmożone działania UPA. 28 marca w rejonie wsi Jabłonki w zasadzce ginie wiceminister obrony narodowej i generał Karol Świerczewski, którego śmierć przyspieszyła przygotowywaną od jesieni 1946 operację „Wisła” polegającą na wysiedleniu mieszkańców z terenów działania UPA. Akcja ta spowodowała przesiedlenie sporej liczby ludności ukraińskiej z Bieszczadów w głąb Polski lub ZSRR oraz położyła kres działalności Ukraińskiej Armii Powstańczej w lecie 1947 roku.